# 178156 Borbála
(178156) Borbála, denumire internațională (178156) Borbala, este un asteroid din centura principală de asteroizi.

## Descriere
178156 Borbála este un asteroid din centura principală de asteroizi. A fost descoperit pe 17 octombrie 2006 la Piszkesteto de Krisztián Sárneczky și Zoltán Kuli. Asteroidul prezintă o orbită caracterizată de o semiaxă mare de 2,63 ua, o excentricitate de 0,07 și o înclinație de 14,2° în raport cu ecliptica.